# Четвёртый корпус Потомакской армии
Четвертый корпус Потомакской армии — одно из боевых подразделений Армии Союза во время гражданской войны в США. Участвовал в основном в кампании на полуострове, после чего был оставлен в восточной Вирджинии и расформирован в августе 1863 года. Известен корпус стал в основном своим участием в сражении при Севен-Пайнс.
Помимо четвёртого корпуса Потомакской армии существовал так же четвёртый корпус Камберлендской армии.

## Формирование
IV корпус был сформирован 13 марта 1862 года и передан в командование генералу Эразмусу Кизу. Первоначально корпус состоял из трех дивизий: генералов Дариуса Кауча, Сайласа Кейси и Уильяма Смита. В начале 1862 года в корпусе насчитывалось 37 000 человек. На момент формирования корпус имел следующий вид:
- Первая дивизия, бригадный генерал Дариус Кауч
  - 1-я бригада, полковник Генри Бриггс
  - 2-я бригада, бригадный генерал Лоуренс Грэм
  - 3-я бригада, бригадный генерал Джон Пек
- Вторая дивизия, бригадный генерал Уильям Смит
  - 1-я бригада, бригадный генерал Уинфилд Хэнкок
  - 2-я бригада, бригадный генерал Уильям Брукс
  - 3-я бригада, бригадный генерал Джон Дэвидсон
- Третья дивизия, бригадный генерал Сайлас Кейси
  - 1-я бригада, бригадный генерал Генри Негли
  - 2-я бригада, бригадный генерал Уильям Кейм
  - 3-я бригада, бригадный генерал Иннис Палмер
- Кавалерия: 8-й Пенсильванский кавалерийский полк, полк. Дэвид Грэгг

## История
В начале апреля 1862 года IV корпус  участвовал в сражении при Йорктауне, находясь на левом фланге Потомакской армии. Однако, введенный в заблуждение ложными маневрами генерала Магрудера, генерал Киз поверил в то, что взять позиции противника штурмом невозможно, о чем и передал главнокомандующему.
18 мая дивизия Смита была переведена в VI корпус.
Первым серьёзным сражением для корпуса стало Сражение при Севен-Пайнс 31 мая - 1 июня 1862 года. В сражении участвовали две дивизии корпуса:
- 1-я дивизия Дариуса Кауча
  - бригада Джона Пека
  - бригада Эберкомби
  - бригада Чарльза Девенса
- 2-я дивизия Сайласа Кейси
  - бригада Генри Негли
  - бригада Генри Уэсселса
  - бригада Инеса Палмера

В сражении 31 мая дивизия Кейси попала под удар армии противника и была почти полностью разбита. Однако, дивизия Кауча удержала свои позиции. После сражения главнокомандующий Макклелан отстранил Сайласа Кейси от командования и на его место был назначен Джон Пек. Бригадой Пека стал командовать Эльбион Хау.
Из-за потерь, понесенных при Севен-Пайнс, корпус почти не участвовал в последующих сражениях кампании. Когда Потомакская армия покинула Вирджинский полуостров, корпус Киза был выведен из состава Потомакской армии и передан в департамент генерала Дикса в Восточной Вирджинии. Конец 1862 и начало 1863 года он провел в окрестностях Норфолка и Портсмута. Осенью 1862 года дивизия Дариуса Кауча была выведена из состава корпуса и включена в VI корпус.
Весной 1863 года в Потомакской армии были введены корпусные и дивизионные знаки различия и IV корпус получил символику на основе треугольника:
| Дивизионные знаки различия IV-го корпуса |
| ---------------------------------------- |
| - 1 дивизия - 2 дивизия - 3 дивизия      |

В конце июня 1863 года, во время Геттисбергской кампании, главнокомандующий Генри Халлек велел Кизу совершить нападение на Ричмонд, однако из-за путаницы в приказах Кейес провел только небольшую демонстрацию и кавалерийский набег.
1 августа 1863 года корпус был расформирован.

## Командиры

### Восточный театр военных действий
| Эразмус Дарвин Киз | 13 марта 1862 –август 1862   |
| Эразмус Дарвин Киз | Август 1862 – 1 августа 1863 |

### Западный театр военных действий
| Гордон Грейнджер   | 10 октября 1863 –10 апреля 1864 |
| Оливер Отис Ховард | 10 апреля 1864 – 27 июля 1864   |
| Дэвид Стэнли       | 27 июля 1864 – 1 декабря 1864   |
| Томас Джон Вуд     | 1 декабря 1864 – 31 января 1865 |
| Дэвид Стэнли       | 31 января 1865 – 1 августа 1865 |